# Apoštolská církev na Slovensku
 Apoštolská církev na Slovensku je protestantská církev letničně-charismatického směru. Je součástí celosvětového církevního společenství Assemblies of God (AoG), které spolu s ostatními letničními a charismatickými církevními společenstvími má asi 750 milionů členů - znovuzrozených křesťanů. V rámci Evropy patří do letničního Evropského společenství (PEF), které má 4 miliony členů.

## Historie
Počátky Apoštolské církve na Slovensku sahají do roku 1907. V tomto roce byly v oblasti Vysokých Tater a západního Slovenska zformované domácí sbory, jejichž členové v roce 1924 zažili zkušenost křtu Duchem svatým a vytvořili první společenství Apoštolské víry na Slovensku. Apoštolská víra na Slovensku byla mnoho let nepřímo ovlivňována Apoštolskou misí - založenou v roce 1906 v Portlandu v USA, která pravidelně posílala do místních církevních sborů slovenskou literaturu a noviny. Někteří z kazatelů těchto sborů byli v přímém kontaktu s účastníky duchovního probuzení na Azusa Street v Los Angeles a s duchovním probuzením v Norsku. Přestože jednotlivé církevní sbory důsledkem misijního působení rostly, Apoštolská církev na Slovensku nepožádala před druhou světovou válkou o registraci a tak v roce 1948, když převzal moc komunistický režim, věřící z existujících sborů začali mít problémy. Byli považováni za ilegální sektu, pronásledováni a omezováni až do roku 1977, kdy byla přijata Ústava Apoštolské církve na Slovensku a církev se stala státem uznanou. Během celého tohoto období církev existovala, a to navzdory izolaci od bratrů a sester v zahraničí. Přelomem v životě církve byl rok 1989, když příchod demokracie umožnil neskrývaný vnitřní život a misijní působení církve. V tomto období začala Apoštolská církev růst a v roce 2001 podle sčítání lidu měla už 26 sborů, 20 sborových stanic a 3 905 členů s dětmi a návštěvníky.

## Současnost
V současnosti vzrostl počet církevních sborů na 36. Vedle nich působí přibližně 20 kazatelských stanic a podle sčítání z roku 2011 má 5 831 členů. Církev vnímá své poslání v misijním budování sborů na místech, kde dobrá zpráva evangelia Ježíše Krista ještě nepronikla. Církev vidí své poslání také v přinášení morálních a etických hodnot Písma do praktického života, tak v sociální službě.
Apoštolskou církev na Slovensku vede biskup a Rada církve, kterou tvoří zástupci biskupa odpovědní za různé oblasti práce a oblastní správci oblastí, kteří zastupují oblasti Slovenska, které se shodují s administrativním členěním Slovenska. Evangelizace a mise - domácí i zahraniční jsou základními pilíři služby církve, z toho vyplývající i zakládání sborů. Církev pracuje rovněž v sociální oblasti, se závislými na drogách - Teen Challenge, ve věznicích a s propuštěnými z věznic v rámci Slovenského vězeňského společenství, s mládeží a dětmi v rámci sborů, či přes Royal Rangers. Diakonie a charita ACS pracuje v dětských domovech a s potřebnými v různých oblastech.
Apoštolská církev na Slovensku je členem Evangelické aliance, Sdružení evangelikálních církví, Slovenského vězeňského společenství, pozorujícím členem Ekumenické rady církví, spolupracuje s Trans World Radiem, Slovenskou biblickou společností a sdružením Ježíš pro každého.